# Крушевски рид
Крушевски рид е моноклинален нископланински рид във вътрешната структурна ивица на Средния Предбалкан, области Габрово и Велико Търново, разположен между долините на река Росица и десният ѝ приток Негованка, източно продължение на Севлиевските височини.
Нископланинският Крушевски рид представлява източната част на Севлиевските височини и се издига между пролома на река Росица на запад и северозапад и долината на река Негованка на изток, която го отделя от рида Стените. На юг със стръмни, на места отвесни склонове се спуска към Севлиевското поле, а на североизток в района на село Горско Калугерово се свързва с платото Плужна.
Дължината на рида от запад на изток е 22 – 23 км, а ширината му – 5 – 7 км. Най-високата точка е връх Гюнето (582,9 м), разположен в южната му част, на около 2 км източно от село Крушево. Крушевският рид представлява моноклинала, остатък от северното бедро на разрушената Севлиевска антиклинала. Изграден е от долнокредни варовици и мергелни пластове, наклонени на север. Почвите са сиви горски и тъмносиви горски. Частично са запазени дъбови гори. Южният склон на рида, под скалистите венци е зает от лозови насаждения и вилни зони.
Във вътрешността на рида са разположени селата Крушево и Младен, а по североизточните му склонове – Горско Калугерово и Добромирка.
Покрай цялото южно подножие на рида, на протежение от 18 км преминава участък от първокласен път № 4 от Държавната пътна мрежа Ябланица – Велико Търново – Шумен, а източната му част, на протежение от 7,4 км се пресича от участък от третокласен път № 405 Добромирка – Павликени – Свищов.
Северозападните склонове на рида, които потъват във водите на язовир „Александър Стамболийски“ предлагат идеални условия за туризъм, отмора и риболов. Там е изградена и почивна база за летуване, отстояща на 5,3 км от село Младен.

## Топографска карта
- Лист от карта K-35-27. Мащаб: 1 : 100 000.